# Colombe pygmée
Columbina minuta
Espèce
Statut de conservation UICN

 LC  : Préoccupation mineure
La Colombe pygmée (Columbina minuta) est une espèce d'oiseau appartenant à la famille des Columbidae.

## Description
Cet oiseau mesure 14 à 16 cm pour une masse de 25 à 45 g.
Il ressemble beaucoup à la Colombe à queue noire dont il diffère essentiellement par l'absence de l'aspect écailleux au niveau de la poitrine et du cou.
Chez le mâle, le front, la calotte et la nuque sont gris bleuâtre. La face et la gorge sont rosâtres, la poitrine et les parties inférieures sont plus foncées. Les iris sont jaunes. Le bec est gris et les pattes sont rouges.
La femelle présente un plumage plus pâle avec les parties inférieures olive grisâtre et moins de roux sur les ailes.

## Répartition
Son aire s'étend de l'État de Veracruz au nord-est de l'Argentine (absent en Amazonie).

## Habitat
Cette espèce fréquente les plaines, les milieux cultivés, les savanes avec des arbres et des arbustes, les régions arides avec des buissons mais aussi les forêts secondaires et les lisières de forêts. Elle semble éviter les forêts tropicales humides.
Elle est présente du niveau de la mer jusqu'à 750 m d'altitude en Amérique centrale et jusqu'à 2 100 m au Pérou.

## Comportement
Cet oiseau passe l'essentiel du temps au sol et ne se perche qu'occasionnellement.

## Alimentation
La Colombe pygmée recherche sa nourriture au sol en couple ou en petits groupes. Elle consomme des graines et des baies mais aussi les fruits du Mamoncillo (Bijugatus melicoccus).

## Reproduction
Le nid est construit à faible hauteur dans un buisson ou directement sur le sol. La femelle pond deux œufs couvés en alternance par les deux partenaires. Les jeunes quittent le nid entre 12 et 14 jours.

## Sous-espèces
D'après la classification de référence (version 11.1, 2021) du Congrès ornithologique international, cette espèce est constituée des quatre sous-espèces suivantes (ordre phylogénique) :
- Columbina minuta interrupta, (Griscom, 1929) ;
- Columbina minuta elaeodes, (Todd, 1913) ;
- Columbina minuta minuta, (Linnaeus, 1766) ;
- Columbina minuta amazilia, (Bonaparte, 1855).

## Systématique
Cette espèce était parfois classée dans le genre Columbigallina.